# Dibattiti Lincoln-Douglas

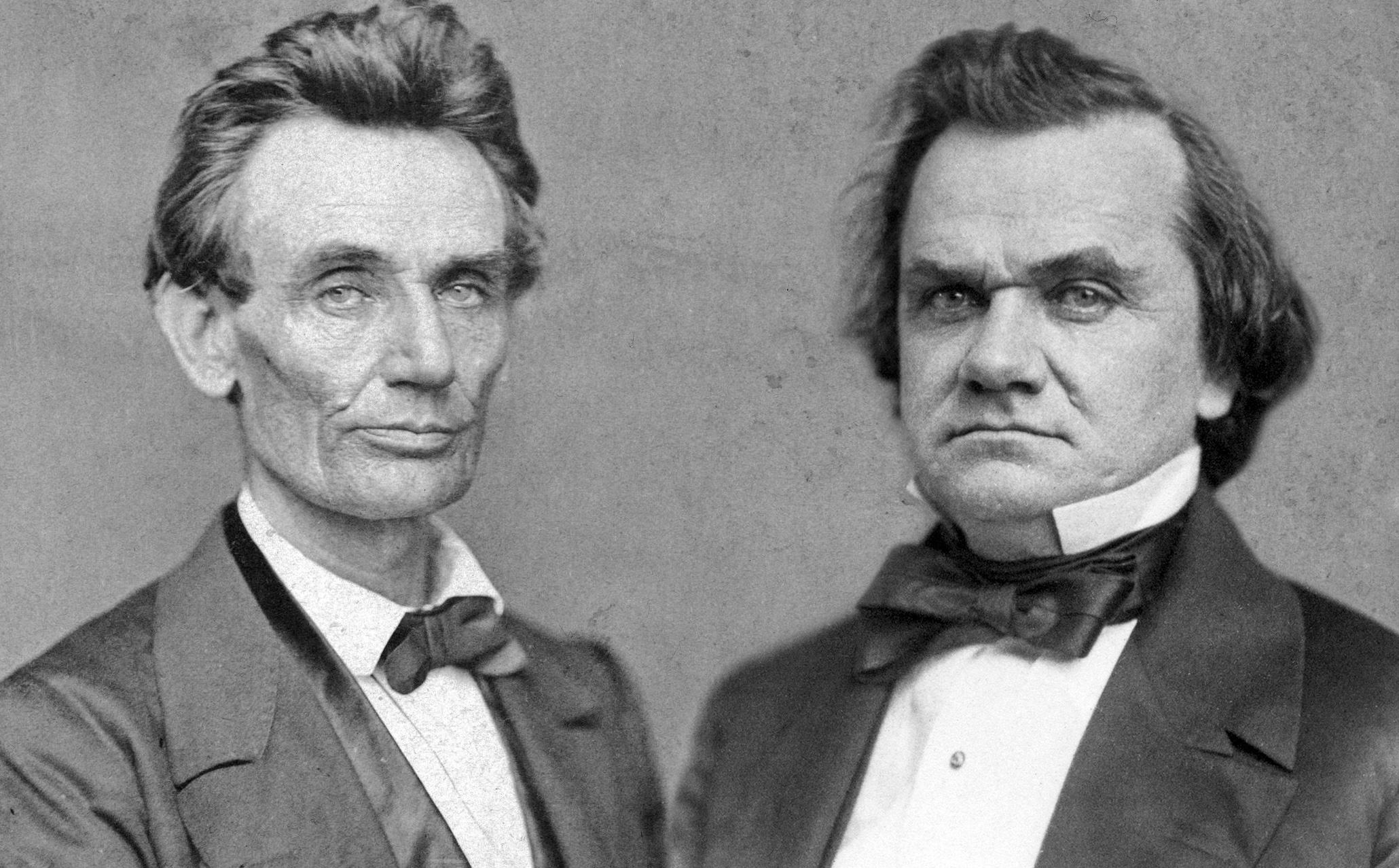
I due contendenti: Lincoln difese gli Stati liberi, mentre Douglas si schierò con quelli schiavisti.

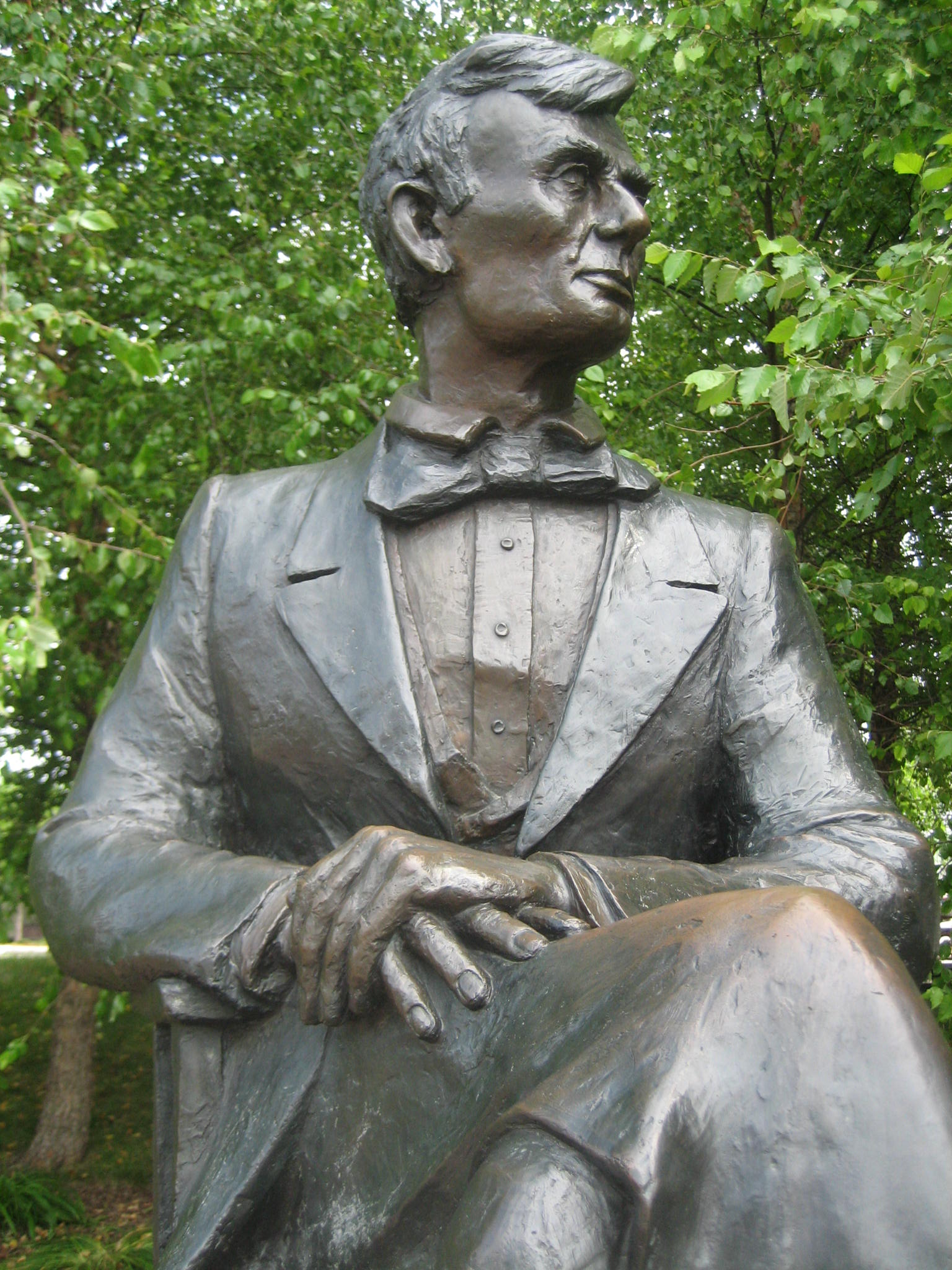
Particolare della statua di Lincoln a Freeport (Illinois).

I dibattiti Lincoln-Douglas (noti collettivamente anche come The Great Debates del 1858) furono una serie di sette dibattiti pubblici pronunciati durante la campagna elettorale per il rinnovo del mandato per il Senato nello Stato federato dell'Illinois. Gli oratori furono Abraham Lincoln, il candidato del neonato Partito Repubblicano, e il senatore in carica Stephen A. Douglas, del Partito Democratico.
A quel tempo i senatori statunitensi venivano eletti direttamente dalle Assemblee legislative statali; i due politici stavano quindi cercando di far eleggere una maggioranza di propri sostenitori all'interno dell'Assemblea generale dell'Illinois. I dibattiti prevedevano già in nuce le maggiori questioni che Lincoln avrebbe in seguito dovuto affrontare all'indomani della sua vittoria alle elezioni presidenziali del 1860. Sebbene l'Illinois fosse uno stato libero dallo schiavismo, esso rimase il principale argomento di discussione nella totalità degli interventi.
Lincoln e Douglas avevano già tenuto discorsi in due dei nove distretti elettorali, prima a Springfield e poi a Chicago, ad una giornata l'uno dall'altro, quando i giornali proposero che invece dibattessero lo stesso giorno, con la formula: il primo oratore parla per 60 minuti, il secondo per 90, e il primo ha diritto a una replica di altri 30 minuti. I candidati si sarebbero alternati a parlare per primi. Lincoln e Douglas accettarono la proposta e decisero che le loro "apparizioni congiunte" si sarebbero svolte nei restanti sette distretti. In qualità di senatore in carica Douglas pronunciò per primo il proprio discorso in quattro incontri su sette.

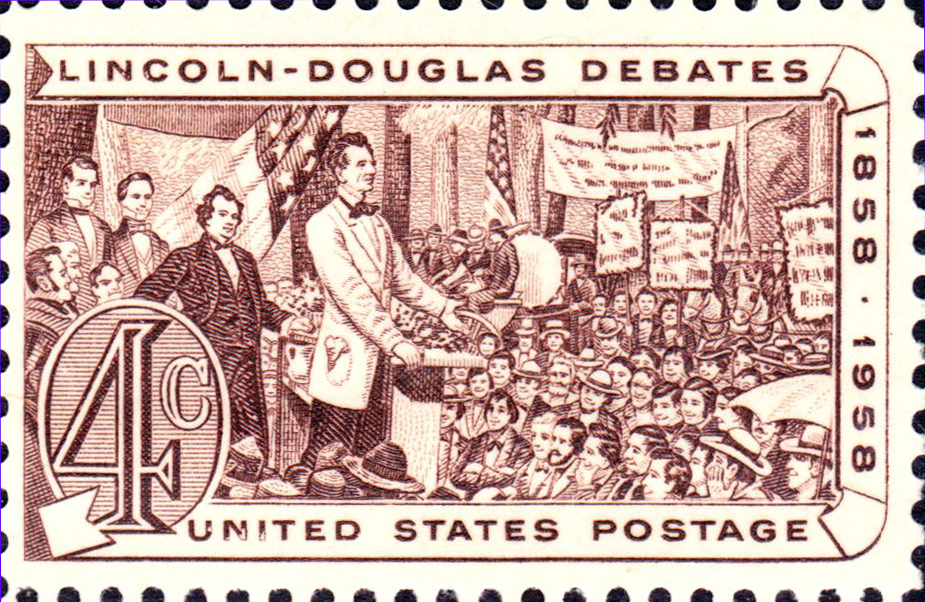
Francobollo commemorativo per il centenario dei dibattiti emesso dalla Presidenza di Dwight Eisenhower.

I dibattiti quindi si svolsero a Ottawa il 21 agosto, a Freeport il 27 agosto, a Jonesboro il 15 settembre, a Charleston il 18 settembre, a Galesburg il 7 ottobre, a Quincy il 13 ottobre ed infine ad Alton il 15 ottobre.
Gli incontri di Freeport, Quincy ed Alton attirarono un numero particolarmente elevato di persone provenienti dagli Stati vicini, poiché la questione inerente alla schiavitù era divenuta oramai di importanza capitale per i cittadini dell'intera nazione. Le coperture giornalistiche furono assai particolareggiate. I principali giornali di Chicago inviarono esperti di stenografia per poter ricreare i testi completi, che subito dopo i principali quotidiani nazionali ripubblicarono per intero, con alcune modifiche partigiane.

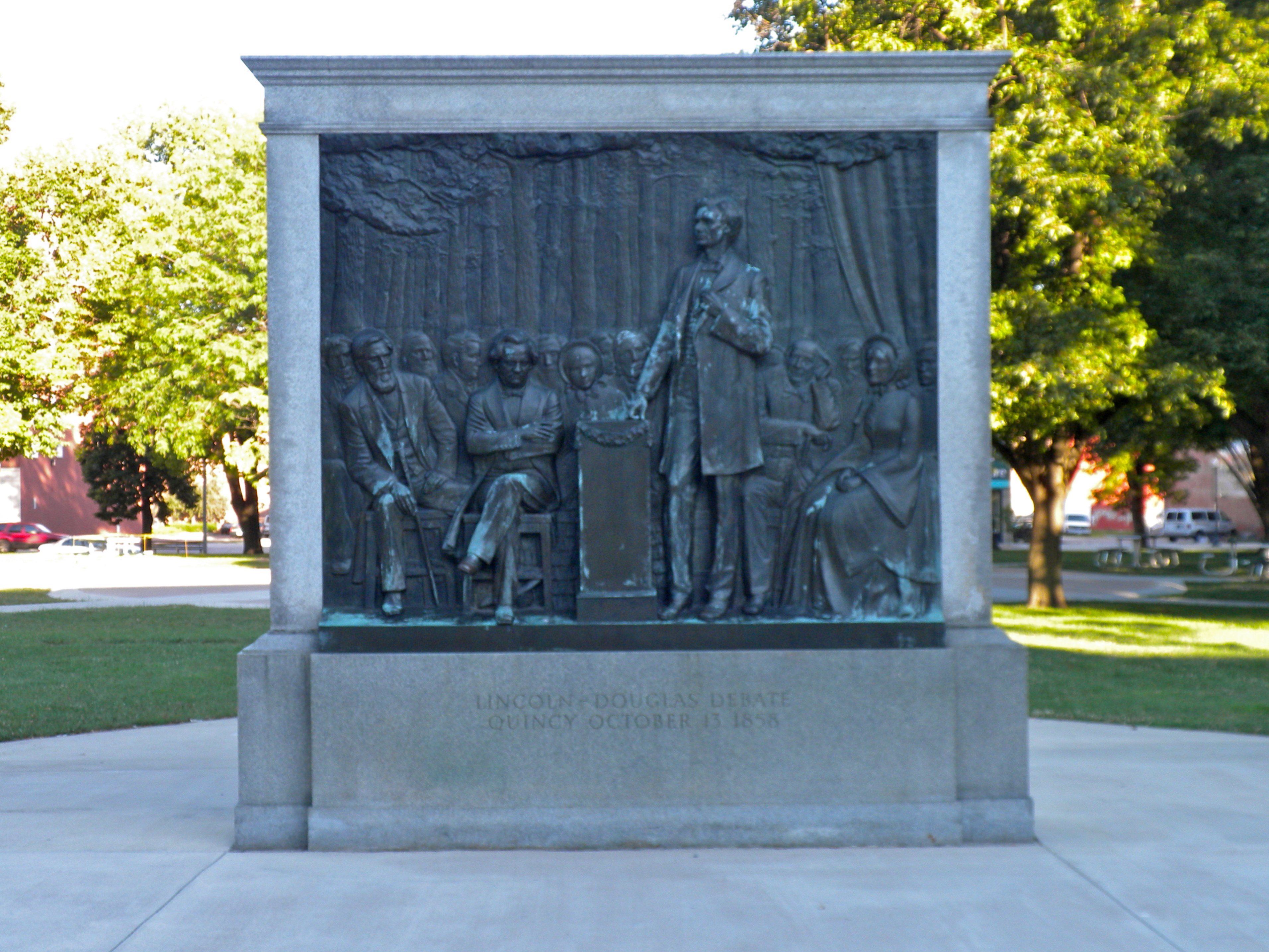
Stele commemorativa a Quincy (Illinois).

I giornali che sostenevano Douglas rimossero gli eventuali errori commessi dagli stenografi e corressero gli errori grammaticali, mentre lasciarono i discorsi di Lincoln nella forma approssimativa in cui erano stati trascritti. Allo stesso modo i giornali a favore di Lincoln ne modificarono alcune parti, lasciando invece i testi di Douglas completi di errori.

Dopo essere riuscito ad ottenere una maggioranza relativa di suffragi popolari ma aver perduto nella conta dei voti legislativi, Lincoln curò personalmente tutti i testi e li fece pubblicare in volume. La diffusa copertura dei dibattiti originali e la successiva popolarità del libro portarono alla sua nomina quale candidato presidente degli Stati Uniti alla Convention nazionale Repubblicana tenutasi a Chicago in previsione delle elezioni presidenziali del 1860.

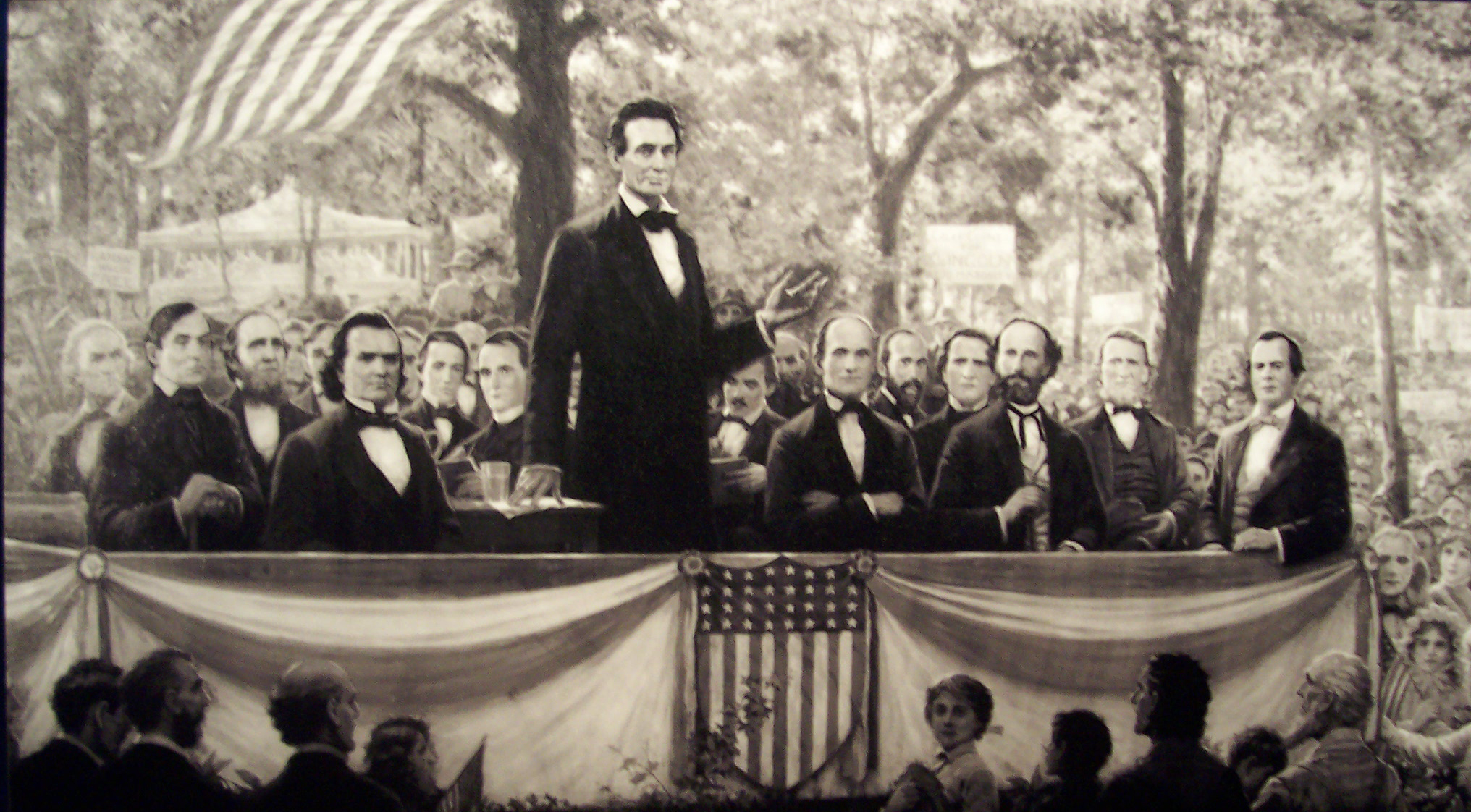
Illustrazione di uno dei dibattiti.

## Premesse
Stephen Douglas fu eletto per la prima volta al Senato nel 1846; nel 1858 era in cerca della rielezione per un terzo mandato; nel corso della sua permanenza la questione della schiavitù era stata discussa più volte al Congresso, in particolare durante il dibattito che portò al "compromesso del 1850". Nella sua qualità di presidente della "Commissione per i Territori del West" egli sosteneva un approccio che fu definito "principio di sovranità popolare": gli elettori avrebbero scelto autonomamente a livello locale se adottare una Costituzione statale che proibisse o che permettesse la schiavitù. In precedenza, erano state votate leggi federali che prescrivevano se la schiavitù fosse consentita o proibita all'interno di determinati Stati e territori; una di queste era il cosiddetto "compromesso del Missouri". Uno dei grandi successi di Douglas era stata l'approvazione della sua legge detta Kansas-Nebraska Act nel 1854.
Abraham Lincoln, proprio come Douglas, era stato anch'egli eletto al Congresso per la prima volta nel 1846 ottenendo un mandato di due anni alla Camera dei Rappresentanti. Durante questo periodo Lincoln si oppose alle proposte di Douglas e sostenne invece la cosiddetta "Condizione Wilmot", che cercava di vietare per principio la schiavitù in ogni nuovo territorio; tornò alla politica attiva negli anni 1850 proprio per opporsi alla Kansas-Nebraska Act e per contribuire a dare il via al Partito Repubblicano.
Prima dei dibattiti Lincoln argomentò che Douglas stava incoraggiando i timori di "mescolanza razziale", riuscendo ad allontanare migliaia di persone dal neonato Partito Repubblicano; Douglas da parte sua cercò di convincere che Lincoln era un abolizionista per aver detto che la Dichiarazione d'indipendenza si sarebbe dovuta applicare sia ai bianchi americani che ai neri. Lincoln definì una verità ovvia "il cavo elettrico... che lega insieme i cuori di uomini patriottici e amanti della libertà" seppur con diverse origini etniche.
Lincoln argomentò nel suo "discorso della casa divisa" che Douglas faceva parte di una cospirazione atta a nazionalizzare la pratica schiavista; disse che porre fine al divieto risalente al "compromesso del Missouri" sulla schiavitù nel Territorio del Kansas e nel Territorio del Nebraska era il primo passo in quella direzione e che la sentenza nel caso giudiziario Dred Scott contro Sandford era un ulteriore passo nella direzione della diffusione della schiavitù in tutti i territori del Nord. Espresse infine il timore che tutto ciò avrebbe finito col rendere anche l'Illinois uno Stato schiavista.
Entrambi incontrarono una certa opposizione all'interno dei propri schieramenti. Sebbene Lincoln fosse un ex del Partito Whig, l'influente ex giudice Whig Theophilus Lyle Dickey lo riteneva troppo strettamente legato agli abolizionisti e quindi sostenne Douglas. Mentre la presidenza di James Buchanan, democratica, era in opposizione a Douglas perché questi aveva contribuito a far fallire il progetto della Costituzione di Lecompton, la quale avrebbe reso il Kansas uno Stato schiavista e cercò quindi di creare un Partito Nazionale Democratico rivale che finì con l'alienargli un discreto numero di voti.

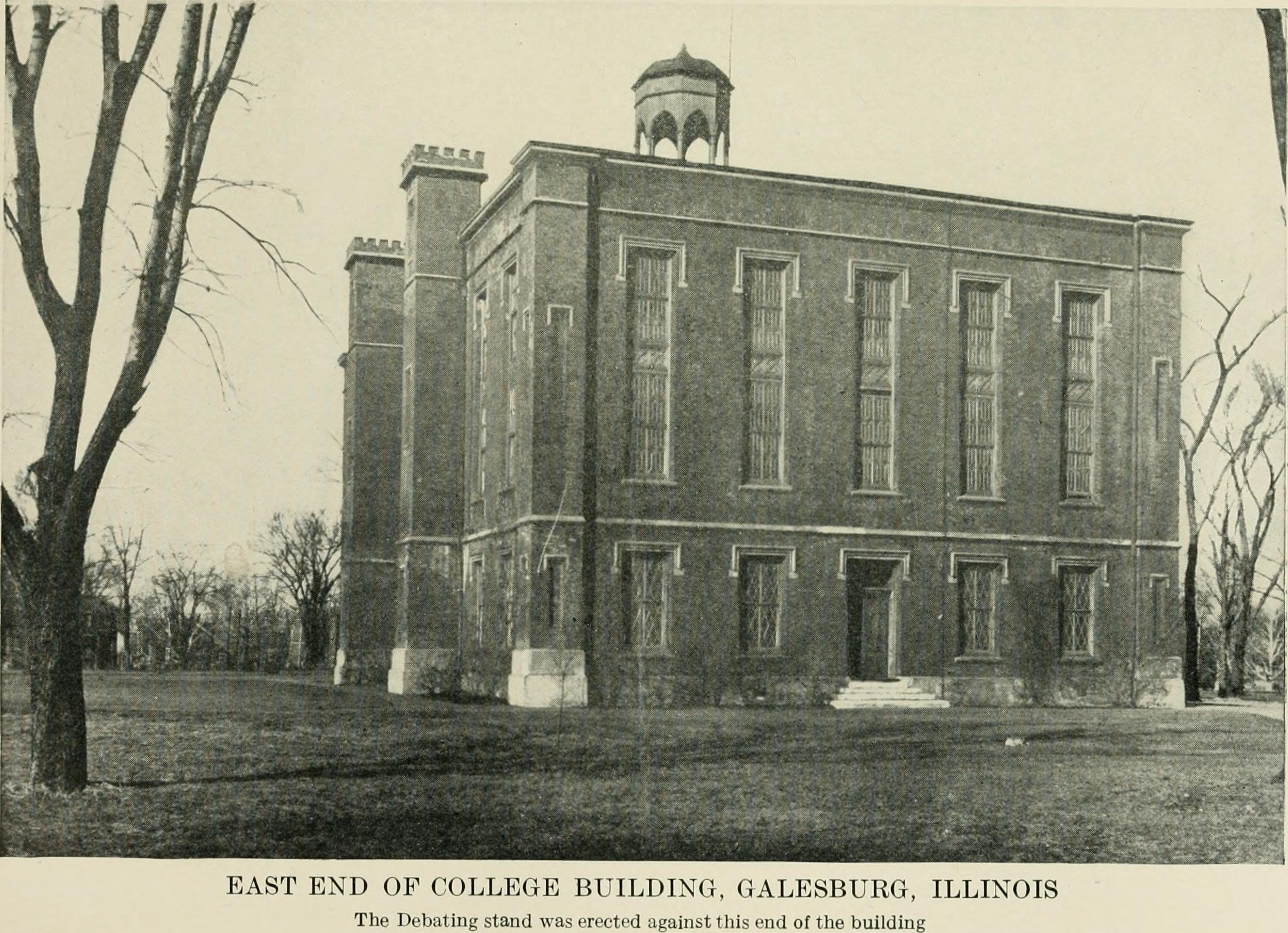
La sede del dibattito di Galesburg (Illinois).

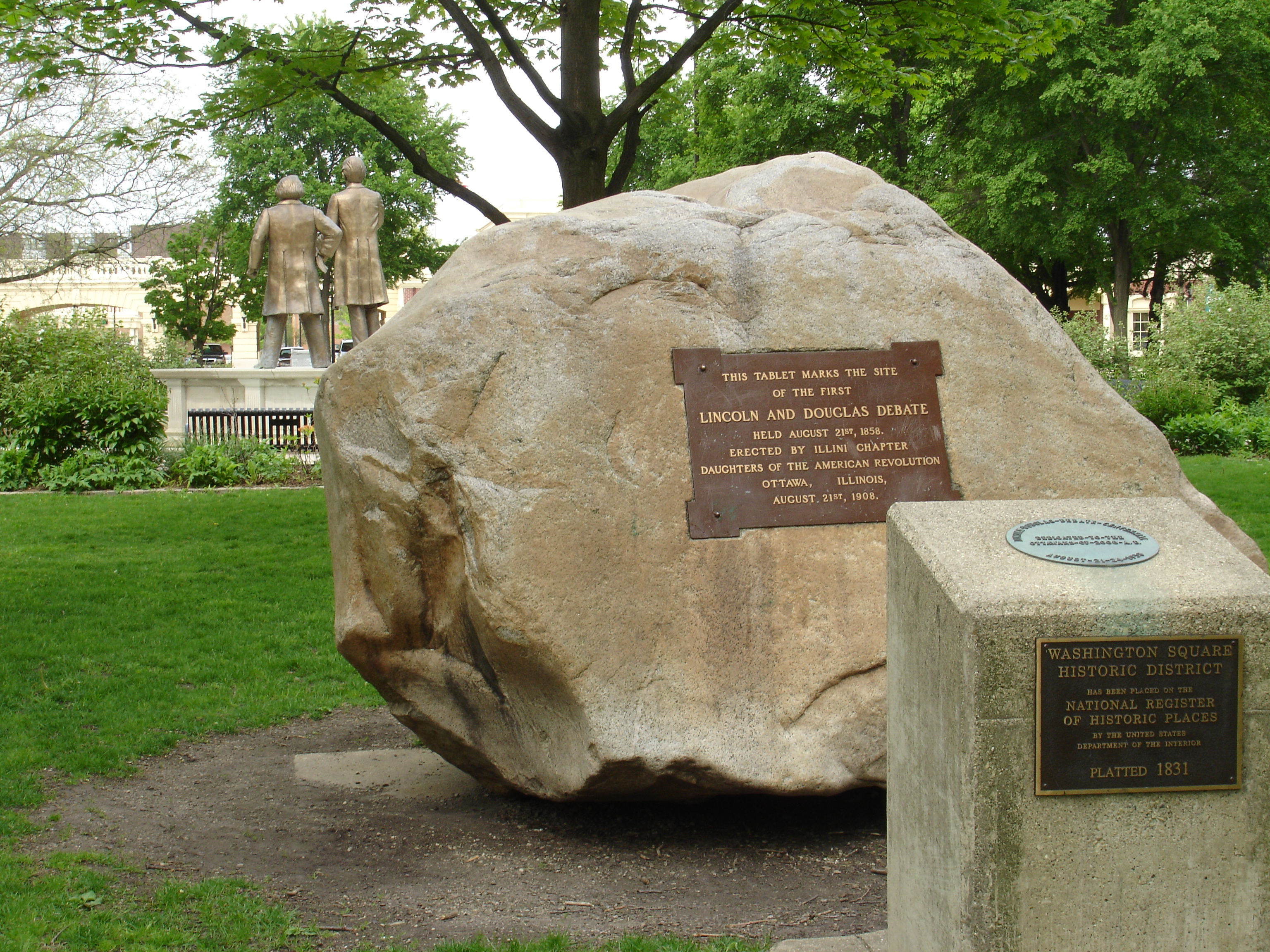
Pietra e statue commemorative a Ottawa (Illinois).

## Dibattiti

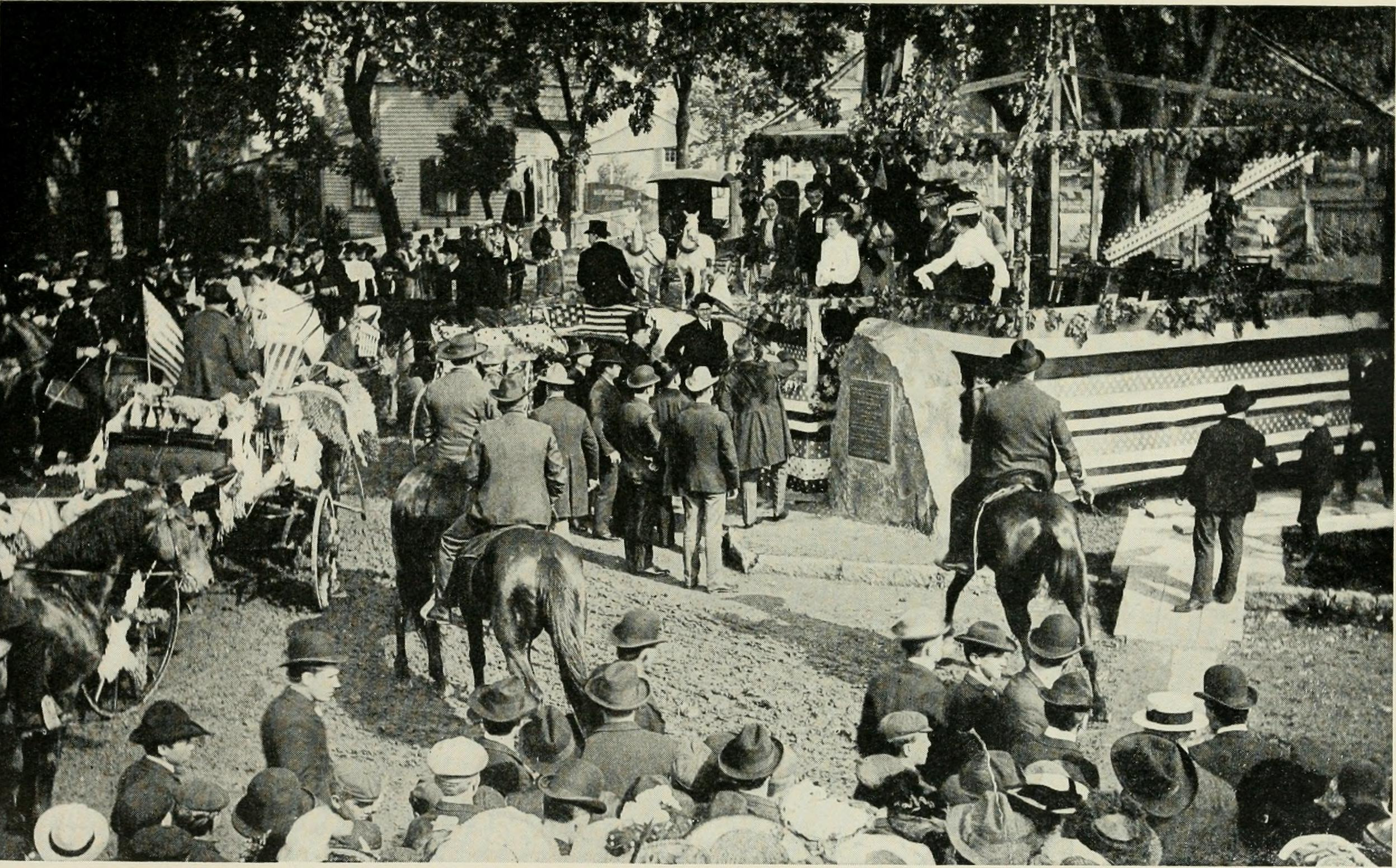
Commemorazione del 1908 a Freeport (Illinois).

Il tema principale dei dibattiti Lincoln-Douglas fu, come detto, la schiavitù, in particolare la questione dell'espansione dello schiavismo nei Territori federali liberi del West.
La legge Kansas-Nebraska Act scritta da Douglas aveva sostanzialmente abrogato il divieto di schiavitù previsto dal "compromesso del Missouri" per il Territorio del Kansas e il Territorio del Nebraska, sostituendolo con la "dottrina della sovranità popolare", il che significava che i residenti potevano decidere autonomamente se consentire o meno la pratica schiavista nel proprio territorio.
Lincoln affermò che la sovranità popolare avrebbe esteso a livello nazionale e reso eterna la schiavitù; Douglas invece sostenne che sia i Whig che i Democratici credevano nella sovranità popolare e che il "compromesso del 1850" ne era un esempio. Lincoln replicò che la politica nazionale era sempre stata quella di limitare la diffusione della schiavitù e menzionò (sia a Jonesboro che in seguito nel suo discorso di Cooper Union) a suo favore l'ordinanza del nordovest datata 1787, che vietava la schiavitù in gran parte degli odierni Stati uniti nord-orientali.
Il "compromesso del 1850" consentì al Territorio dello Utah e al Territorio del Nuovo Messico di decidere a favore o contro la schiavitù, ma permise anche l'ammissione della California come Stato libero, ridusse le dimensioni dello Stato schiavista del Texas regolandone il confine e pose termine al commercio negriero (ma non alla schiavitù stessa) nella capitale Washington. In cambio, il Sud aveva ottenuto una legge sugli schiavi fuggiti più severa della versione menzionata nella stessa Costituzione. Mentre Douglas dichiarò che il "compromesso del 1850" aveva finito con il sostituire il divieto dato dal precedente "compromesso del Missouri" nel territorio della Louisiana a nord e ad ovest dello Stato del Missouri, Lincoln ribatté che la sovranità popolare e la sentenza sul caso di Dred Scott rappresentavano un allontanamento dalle politiche del passato rendendo così lo schiavismo una pratica nazionalizzata di fatto.
I due espressero anche commenti faziosi, come le accuse di Douglas secondo cui i membri del partito "Repubblicano nero" erano abolizionisti, come Lincoln stesso. Douglas citò come prova il "discorso della casa divisa" in cui Lincoln aveva dichiarato: "Credo che il governo federale degli Stati Uniti d'America non possa sopportare in modo permanente una nazione per metà schiavista e per metà libera". Secondo Douglas:
Douglas accusò anche Lincoln di opporsi alla sentenza del caso Dred Scott contro Sandford perché "priva il nero dei diritti e dei privilegi della cittadinanza". Lincoln rispose che "la sentenza di Dred Scott" avrebbe invece potuto consentire alla schiavitù di diffondersi anche negli Stati liberi.
Douglas sostenne che Lincoln voleva rovesciare le leggi statali che escludevano i neri da Stati come l'Illinois, che erano popolari tra i Democratici del Nord. Lincoln non sostenne mai la completa uguaglianza sociale; tuttavia disse che Douglas ignorava l'umanità di base dei neri e che gli schiavi avevano un uguale diritto alla libertà. Come dichiarò:
Poi proseguì:
Lincoln affermò che lui stesso non sapeva come avrebbe dovuto realizzarsi l'emancipazione. Credeva nella colonizzazione della Liberia, ma ammise che non era una soluzione facilmente praticabile. Disse che sarebbe stato sbagliato trattare gli schiavi emancipati come "subalterni", ma che vi era però una forte opposizione all'uguaglianza sociale e politica, e che "un sentimento universale, sia ben o mal fondato, non deve mai essere ignorato". Affermò quindi che l'indifferenza pubblica verso la schiavitù espressa da Douglas avrebbe portato all'espansione della schiavitù stessa, perché avrebbe reso la volontà popolare abituata ad accettarla come cosa acquisita:
Concluse dicendo che Douglas "non si preoccupa se la schiavitù è votata o non votata" e che, usando le stesse parole di Henry Clay, avrebbe "spento le luci morali intorno a noi" e sradicato l'amore per la libertà.

## Risultati e conclusioni
(Raimondo Luraghi.)
La sorpresa di ottobre delle elezioni senatoriali statali fu l'appoggio al democratico Douglas da parte dell'ex Whig John Jordan Crittenden. Gli ex Whig non repubblicani costituivano il più grande blocco di elettori incerti, e l'appoggio di Crittenden a Douglas piuttosto che a Lincoln, anch'egli un ex Whig, ridusse notevolmente le sue possibilità di vittoria.
I distretti furono quindi attratti verso il partito di Douglas, e i democratici conquistarono 40 seggi nella Camera dei rappresentanti statale, mentre i repubblicani ne ottennero 35. Nel Senato statale i repubblicani detenevano 11 seggi, mentre i democratici ne avevano 14. Stephen Douglas venne così rieletto dall'Assemblea legislativa con 54 preferenze contro 46, anche se il Partito Repubblicano aveva avuto la maggioranza del voto popolare con una percentuale del 50,6%.
Tuttavia la diffusa copertura mediatica dei dibattiti innalzò notevolmente il profilo nazionale di Lincoln, rendendolo un candidato forte per la nomina del Partito Repubblicano alle imminenti elezioni presidenziali del 1860; Lincoln vinse la candidatura repubblicana e poi anche le elezioni, battendo due candidati democratici, tra cui Douglas, candidato del Partito Democratico nordista.
Il presidente continuò a rimanere in contatto con gli editori che cercavano di pubblicare i testi completi. George Parsons, il presidente del Comitato Repubblicano dell'Ohio, lo mise in contatto con il principale editore politico dello Stato, "Follett and Foster", di Columbus. Pubblicarono il testo con il titolo "Dibattiti politici tra l'on. Abraham Lincoln e l'on. Stephen A. Douglas nella famosa campagna elettorale del 1858 in Illinois" (Political Debates Between Hon. Abraham Lincoln e Hon. Stephen A. Douglas in the Celebrated Campaign of 1858, in Illinois). Fu ristampato quattro volte e l'ultima vendette 16 000 copie.
La regola dei dibattiti Lincoln-Douglas viene ancora usata nelle competizioni delle scuole superiori e dei college. I dibattiti presidenziali moderni affondano anch'essi le loro radici in questi dibattiti, anche se il formato attuale è notevolmente diverso rispetto all'originale.

## Commemorazioni
Nel 1994 C-SPAN ha trasmesso una serie di rievocazioni dei dibattiti, girati in loco. Le varie sedi hanno stabilito dei memoriali con targhe e statue dedicate ad entrambi.